# أكسل ستراند
أكسل ستراند هو مهندس معماري ونقابي وسياسي سويدي، ولد في 13 نوفمبر 1893، وتوفي في 13 سبتمبر 1983. نشط حزبياً في حزب العمال الديمقراطي الاشتراكي السويدي. وقد انتخب رئيس المجلس التنفيذي ‏ اتحاد النقابات العمالية السويدية (1947 – 1956) وانتخب عضو في مجلس الغرفة الأولى لبرلمان السويد ‏ عن دائرة دائرة بلدية ستوكهولم الانتخابية ‏ (1938 – 1970).